# Ravnogorska Reka
Ravnogorska Reka (bulgariska: Равногорска Река) är ett vattendrag i Bulgarien.   Det ligger i regionen Pazardzjik, i den centrala delen av landet, 110 km sydost om huvudstaden Sofia.
I omgivningarna runt Ravnogorska Reka växer i huvudsak blandskog. Runt Ravnogorska Reka är det ganska glesbefolkat, med 48 invånare per kvadratkilometer.